# Летринові

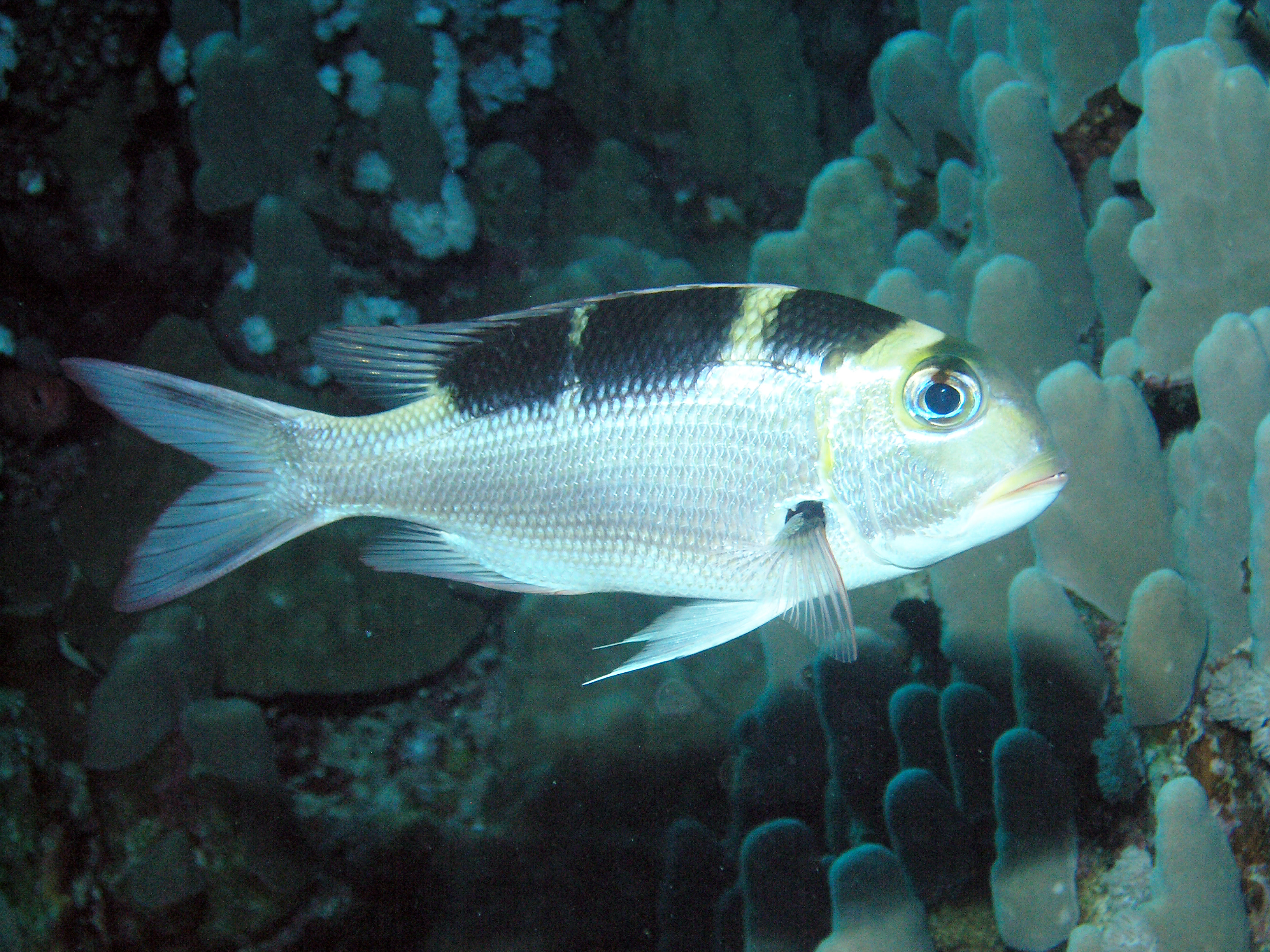
Monotaxis grandoculis

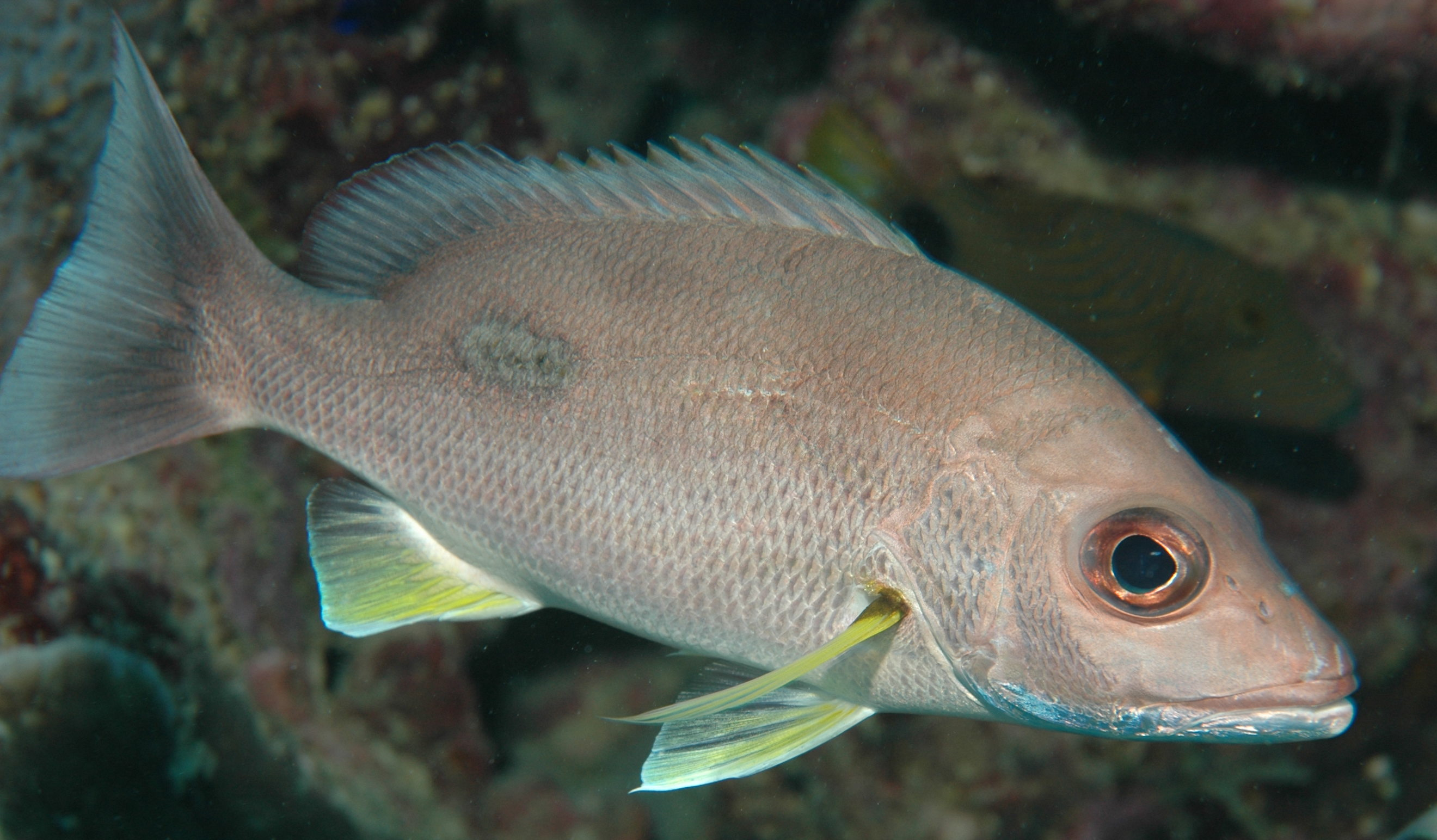
Lethrinus harak

Летринові (Lethrinidae) — родина морських костистих риб, ряду Окунеподібні (Perciformes).

## Розповсюдження і місця проживання
Ці риби поширені в тропічних районах Індійського і Тихого океанів. На сході Атлантики біля берегів Африки. Повністю відсутні в Середземному морі. Риби прибережних вод з кам'янистим дном, поширені на коралових рифах.

## Опис
Тіло овальне. Зуби, як правило, великі. Спинний плавець має по 10 шипів, анальний плавець має три шпильки. Найбільший вид Lethrinus olivaceus досягає розмірів 1 метр.

## Поведінка
Ведуть в основному нічний спосіб життя. Багато видів стадні — особливо в період розмноження.

## Живлення
Харчуються рибою і донними безхребетними. Деякі види з міцними зубами спеціалізується на споживання безхребетних з твердою оболонкою.

## Розмноження
Деякі види роду Lethrinus — гермафродити.

## Промислове значення
Більшість видів цінується як важлива промислова риба.

## Види
Родина включає такі види:
- Рід Gnathodentex
  - Gnathodentex aureolineatus
- Рід Gymnocranius
  - Gymnocranius audleyi
  - Gymnocranius elongatus
  - Gymnocranius euanus
  - Gymnocranius frenatus
  - Gymnocranius grandoculis
  - Gymnocranius griseus
  - Gymnocranius microdon
  - Gymnocranius oblongus
- Рід Lethrinus
  - Lethrinus amboinensis
  - Lethrinus atkinsoni
  - Lethrinus atlanticus
  - Lethrinus borbonicus
  - Lethrinus conchyliatus
  - Lethrinus crocineus
  - Lethrinus enigmaticus
  - Lethrinus erythracanthus
  - Lethrinus erythropterus
  - Lethrinus genivittatus
  - Lethrinus haematopterus
  - Lethrinus harak
  - Lethrinus laticaudis
  - Lethrinus lentjan
  - Lethrinus mahsena
  - Lethrinus microdon
  - Lethrinus miniatus
  - Lethrinus nebulosus
  - Lethrinus obsoletus
  - Lethrinus olivaceus
  - Lethrinus ornatus
  - Lethrinus ravus
  - Lethrinus reticulatus
  - Lethrinus rubrioperculatus
  - Lethrinus semicinctus
  - Lethrinus variegatus
  - Lethrinus xanthochilus
- Рід Monotaxis
  - Monotaxis grandoculis
- Рід Wattsia
  - Wattsia mossambica